# Пашанин, Фёдор Ионович
Фёдор Ио́нович Паша́нин (17 апреля 1900 — 17 ноября 1941) — советский врач, главный врач туберкулезного отделения заводской поликлиники города Сталиногорска (1937—1941).

## Биография
Родился 17 апреля 1900 года в деревне Большие Рябинки (ныне — Хотынецкого района Орловской области).
Выпускник Воронежского медицинского института. С 1937 по 1941 год — главный врач туберкулезного отделения заводской поликлиники города Сталиногорска (ныне Новомосковск Тульской области), заведующий горздравотделом. Член ВКП(б).
24 июня 1941 года направлен на фронт в качестве военврача 3-го ранга 224-го отдельного медико-санитарного батальона 172-й стрелковой дивизии. Остался в покинутом советскими войсками Могилёве для оказания медицинской помощи и эвакуации нескольких тысяч раненых бойцов и командиров РККА. На базе Могилёвской областной больницы развернулся вынужденно оставленный в городе госпиталь 172-й стрелковой дивизии.
С 28 июля занимался подпольной деятельностью по спасению раненных бойцов: подпольщики переправляли излечившихся воинов в партизанские отряды или выписывали их как гражданских лиц. Был выдан представителям оккупационных властей начальником отдела здравоохранения Н. Л. Степановым. 17 ноября 1941 года Ф. И. Пашанин, в числе других подпольщиков, был повешен на центральной площади города Могилёва.

## Награды
- орден Отечественной войны I степени (1970, посмертно, «за геройские действия по спасению советских военнопленных во время оккупации Могилёва»)

## Семья
Жена — Вера Васильевна Иванова, главный врач педиатр г. Сталиногорска (26.09.1906 — 17.09.2002), проживала в Кировском районе.
В семье было трое детей:
- Сергей Фёдорович Пашанин (род. 1930) — инженер—гидроакустик, капитан II ранга. Проживает в Санкт-Петербурге. Женат, двое детей. Жена — Пашанина Эльвира Николаевна (1930—2014), врач кардиолог.
- Галина Фёдоровна Пашанина (1932—2006), врач фтизиатр. Замужем, двое детей. Проживала в г. Новомосковске.
- Светлана Фёдоровна Пашанина (род. 1936), врач фтизиатр. Замужем, есть дочь. С 1953 проживает в Санкт-Петербурге.

## Память
Перезахоронен в июле 1944 года на мемориальном захоронении на проспекте Шмидта в  Могилёве. В 1966 году по улице Боткина, дом 2 была открыта мемориальная доска в память о военных врачах г. Могилёва: «В годы Великой Отечественной войны военврачи 172-й стрелковой дивизии В. П. Кузнецов, А. И. Паршин и Ф. И. Пашанин спасли более 1000 раненых советских военнопленных. 17 ноября 1941 года В. П. Кузнецов, А. И. Паршин и Ф. И. Пашанин были казнены гитлеровскими захватчиками.»
Его именем названа одна из улиц Новомосковска, расположенная недалеко от горбольницы, в которой он работал.
В июне 2015 года в Новомосковске была торжественно установлена мемориальная доска в честь Федора Ионовича. На открытии присутствовали потомки великого врача, в том числе внучка Вера Сальникова и правнучка Анастасия Пашанина, а также руководство администрации Новомосковска и представители церкви. Анастасия Пашанина рассказала, что в память о великом деде все молодые представительницы рода Пашаниных при замужестве не меняют фамилию.

## Документы
- Приказ об отчислении из списков. 31.03.1945.